# 查尔斯·拉塞尔
查尔斯·拉塞尔（英語：Charles Russell，1884年12月5日—1957年5月15日），澳大利亚男子橄榄球运动员。他曾代表澳大拉西亚代表队参加1908年夏季奥林匹克运动会橄榄球比赛，获得一枚金牌。